# 598
598 (DXCVIII) fue un año común comenzado en miércoles del calendario juliano, en vigor en aquella fecha.

## Acontecimientos
- La campaña del Imperio bizantino en los Balcanes, dirigida por Comenciolo es un fracaso, hasta el punto de que el general huye y es acusado de traición en Constantinopla. El emperador Mauricio acepta pagar tributo al rey de los ávaros, Bayan I.

## Nacimientos
- Brahmagupta, matemático y astrónomo indio.
- Li Shimin, segundo emperador de la dinastía Tang de China.